# لا تخبر أحدا (فلم 2020)
لاتخبر أحداً (بالإنجليزية: Don't Tell a Soul) فيلم إثارة نفسي أمريكي لعام 2020 من تأليف وإخراج أليكس مكولاي، في أول ظهور له كمخرج. الفيلم من تمثيل جاك ديلان جرازر، وفيون وايتهيد، وراين ويلسون، ومينا سوفاري. عرض الفيلم لأول مرة في مهرجان دوفيل السينمائي Deauville Film Festival في 8 سبتمبر 2020.

## طاقم التمثيل
جاك ديلان جرازر: في دور جوي
فيون وايتهيد: في دور مات
راين ويلسون: في دور ديف هامبي / راندي مايكل سادلر
مينا سوفاري: في دور كارول
ماكينا كريستين بو: في دور فتاة مراهقة
شانون كوجان: في دور مذيع
كيت دنكان: في دور فتاة مراهقة
أبيجيل إسمينا: في دور ضابط
ريتشارد فيك: في دور الضابط سميث
غراهام لوتس: في دور توم تشودي
بالاشتراك مع: سيث بو - جاكوب دوفور -  جوزيف إم روبنسون - دامون سودوث.

## أحداث الفيلم
يتابع الفيلم قصة الشاب مات (فيون وايتهيد) البالغ من العمر 17 عامًا، وشقيقه جوي (جاك ديلان جرازر) البالغ من العمر 14 عامًا. يقرر الشابين سرقة منزل لدعم والدتهم كارول (مينا سوفاري) التي تحتضر. يطارد حارس الأمن ديف هامبي (راين ويلسون)  المراهقين عبر الغابة، لكنه يسقط في بئر مهجورة. يصر مات على ترك هامبي في الحفرة حتى لا يتمكن من تسليمهم للشرطة، لكن جوي يشعر بالذنب بشأن ترك الرجل داخل البئر، ويقوم برعايته بانتظام، وتزويده بالماء والطعام وحقيبة النوم وجهاز اتصال لاسلكي. يكتشف مات ما يفعله شقيقه، ويتبول مات على رأس هامبي لإعادة تأكيد سلطته. يظل مات غاضبًا، عندما يواصل جوي رعايته للرجل، ويسقط عبوة مبيد حشرية مفتوحة في الحفرة لقتل هامبي. يواجه جوي مات عندما يعلم أن شقيقه استخدم الأموال المسروقة المخصصة لوالدتهما لمتعته الشخصية. يرد مات بإخبار أصدقاؤه أن جوي يسرق من كبار السن. ينتقم جوي بالكشف عن أن مات قتل رجلاً. يثور مات ويهدد ويضرب جوي.
يكتشف جوي أن الرجل الموجود في البئر هو في الواقع راندي مايكل سادلر، الهارب المطلوب لقتله زوجته وأطفاله. يعود جوي إلى الحفرة ويكتشف أن راندي نجا من المبيد الحشري بارتداء قناع الغاز الذي أسقطه جوي أثناء المطاردة. يعترف راندي أنه سرق زي حارس أمن وكان يحاول استرداد الأموال المسروقة لنفسه. يساوم جوي لإنقاذ راندي من البئر مقابل مساعدته في معاقبة مات. يجلب جوي راندي إلى المنزل بعد استخدام حبل لإخراجه من الحفرة. تتعرف كارول على راندي من نشرة الأخبار، وتصدم عندما تكتشف أن جوي يساعد راندي في الهروب.
يبلغ مات ضباط الشرطة سميث وكرين عن جوي باعتباره لصًا، ويرافق الضابطين إلى المنزل حيث تندلع مواجهة مع راندي. يطلق راندي النار على الضابطين، لكن جوي يمنعه من قتلهما. يصطحب راندي وجوي مات إلى الحفرة في الغابة، وبعد إجبار مات على دخول البئر، يجبر راندي جوي على الصراخ غاضبًا في وجه أخيه. يدفع راندي جوي إلى الحفرة، وتواجهه كارول تحت تهديد السلاح. تكشف كارول أنها قتلت زوجها الذي يسيء معاملتها، وبعد محادثة حول عائلتها المضطربة، تطلق كارول النار على راندي ليسقط ميتًا. يتمكن مات أخيرًا من إثارة عواطف جوي، ويحتضن مات وجوي بينما تأتي كارول لإنقاذهما.

## استقبال الفيلم
منح موقع الطماطم الفاسدة الفيلم تقييم مقداره 69% بناء على آراء 13 ناقد فني.
كتب سيمون ابرامز على موقع روجر إيبرت في 15 يناير 2021: «يتخلل الفيلم سلسلة من الضحكات»، ومنح الفيلم 2.5 نجمة من أصل 4 نجوم.
كتب جلين كيني من صحيفة نيويورك تايمز في 14 يناير 2021: "مع كل عبوس، يبدو وايتهيد وكأنه ينفث بفخر، وكأنه يقول "ها أنا أكشف جانبًا فظيعًا آخر من الشخصية الأمريكية".

## روابط خارجية
- مقالات تستعمل روابط فنية بلا صلة مع ويكي بيانات